# Мусульманский социалистический комитет
Мусульманский социалистический комитет — организация, созданная группой мусульманских интеллигентов-социалистов в Казани в ходе Февральской революции. Её руководителем был Мулланур Вахитов, важную роль играл и Мирсаид Султан-Галиев. Целью организации была пропаганда социалистических идей среди населения. Печатный орган МСК — газета «Красное знамя» (тат. Qızıl Bayraq).